# Pittsfield (Massachusetts)
Pour les articles homonymes, voir Pittsfield.
La ville de Pittsfield est le siège du comté de Berkshire, situé dans le Commonwealth du Massachusetts, aux États-Unis. Sa population s’élevait à 44 737 habitants lors du recensement de 2010, estimée à 42 591 habitants en 2017.

## Histoire
Jusqu'à l'aube du XVIIIe siècle, le site de Pittsfield et sa région étaient habités par les Mohicans, mais les guerres coloniales et les épidémies avaient gravement affecté les tribus, dont une bonne partie entama une migration vers l'ouest. En 1738, un investisseur de Boston, le colonel Jacob Wendell fit l'acquisition de 9 700 ha de terrain au lieu-dit Pontoosuck (toponyme algonquin signifiant « Refuge-aux-rennes ») pour un projet de lotissement. Il s'associa avec Philip Livingston, un rentier d'Albany (New York) et le colonel John Stoddard de Northampton, prêt à y défricher 400 ha. Des bûcherons vinrent éclaircir l'endroit en 1743, mais ils ne purent mener à bien leur tâche, menacés par les incursions indiennes déclenchées par la guerre du roi George.
Le premier village (Pontoosuck Plantation) ne vit donc le jour qu'avec l’arrivée, quelques années plus tard, de colons de Westfield (Massachusetts). L'un des premiers colons, Solomon Deming, mourut en 1815 à l'âge de 96 ans.
Pittsfield fut proclamée commune en 1761. Le gouverneur britannique Francis Bernard la baptisa « Pittsfield » en hommage au Premier ministre britannique William Pitt l'Ancien. Dès 1761, elle comptait déjà 200 habitants, et à la fin de la Guerre d'indépendance, près de 2 000 habitants, dont le colonel John Brown. Cet officier indépendantiste dénonça Benedict Arnold dès 1776 comme agent double de la Couronne britannique : dans un placard rédigé au cours de l'hiver 1776-77, Brown écrit : « L'or est un dieu pour cet homme, et il sacrifierait son pays pour en avoir davantage ».
Pittsfield ne fut longtemps qu'un domaine agricole en raison des multiples crues des affluents du fleuve Housatonic; le pays était couvert de moulins à aubes équipant scieries, minoteries, papeteries et filatures. L'arrivée de la laine de merinos d'Espagne à partir de 1807, fit de la ville le foyer de l'industrie de la laine pour les Treize Etats, position qu'elle conserva tout le siècle.

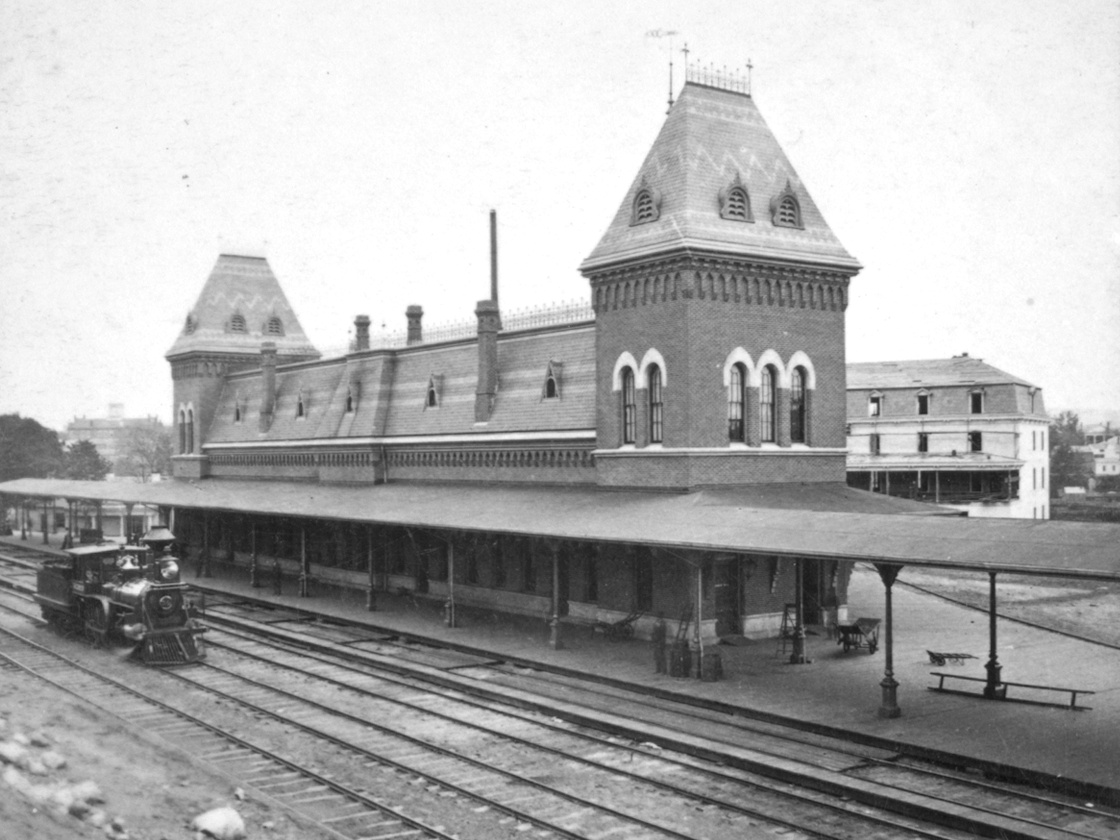
La gare de Pittsfield vers 1880.

Ce fut une métropole florissante jusqu'à la fin du XIXe siècle. En 1891, Pittsfield reçut le statut de city et elle bénéficia de l'un des premiers transformateurs électriques de l'Union grâce à l'arrivée de l’Electric Manufacturing Company de William Stanley Jr., noyau de ce qui allait devenir General Electric. En 1930, la population de Pittsfield dépassait les 50 000 habitants. Aujourd'hui, GE Advanced Materials (aujourd'hui filiale de SABIC-Innovative Plastics) n'emploie plus que 700 salariés, par suite de la relocalisation des activités électriques et aérospatiales du groupe. Le 8 octobre 2015, SABIC a annoncé le transfert du siège social de Pittsfield à Houston.

## Démographie
| Groupe            | Pittsfield | Massachusetts | États-Unis |
| ----------------- | ---------- | ------------- | ---------- |
| Blancs            | 88,3       | 80,4          | 72,4       |
| Afro-Américains   | 5,3        | 6,6           | 12,6       |
| Métis             | 3,0        | 2,6           | 2,9        |
| Autres            | 1,9        | 4,7           | 6,4        |
| Asiatiques        | 1,2        | 5,3           | 4,8        |
| Amérindiens       | 0,2        | 0,3           | 0,9        |
| Total             | 100        | 100           | 100        |
|                   |            |               |            |
| Latino-Américains | 5,0        | 9,6           | 16,7       |

Selon l'American Community Survey, pour la période 2011-2015, 91 % de la population âgée de plus de 5 ans déclare parler anglais à la maison, alors que 3,81 % déclare parler l'espagnol, 0,7 % le russe, 0,67 % le portugais, 0,51 % l'italien et 3,31 % une autre langue.

## Jumelage
- Cava de' Tirreni (Italie)

## Personnalités liées à Pittsfield
- Rose Terry Cooke, (1827–1892) qui y est morte

## Source
- (en) Cet article est partiellement ou en totalité issu de l’article de Wikipédia en anglais intitulé « Pittsfield, Massachusetts » (voir la liste des auteurs).

1. ↑  (en) Colin G. Calloway, After King Philip's War : presence and persistence in Indian New England : Reencounters with Colonialism: New Perspectives on the Americas, Hanover, University Press of New England, juillet 2000 (ISBN 978-1-61168-061-4)
2. ↑  (en) « Central Part of Pittsfield, Massachusetts », sur Rural Repository - A Semi-Monthly Journal, 31 aout 1844 (version du 10 janvier 2008 sur Internet Archive)
3. ↑  David Lillard, Appalachian Trail Names: Origins of Place Names Along the AT, Mechanicsburg, Pennsylvanie, Stackpole, 2002 (réimpr. 1re) (ISBN 081172672X), p. 97
4. ↑  Archibald Murray Howe, Colonel John Brown, of Pittsfield, Massachusetts, the Brave Accuser of Benedict Arnold, Boston, W. B. Clarke Co., 1848 (réimpr. 1908)
5. ↑  (en) Sue Bush, « Sheeptacular Sculptures Reunite in Downtown Pittsfield Exhibit », sur iBerkshires.com, 31 mai 2005 (version du 29 juillet 2014 sur Internet Archive)
6. ↑  (en) Jim Levulis, « SABIC Leaving Pittsfield And Moving Headquarters To Houston », sur wamc.org, 8 octobre 2015 (consulté le 21 juin 2016)
7. ↑  (en) « Profile of General Population and Housing Characteristics: 2010 », sur factfinder.census.gov (consulté le 3 mai 2018)
8. ↑  (en) « Population of Massachusetts - Census 2010 and 2000 », sur censusviewer.com.
9. ↑  (en) « Language spoken at home by ability to speak English for the population 5 years and over », sur factfinder.census.gov.